# Делові
46°06′ пн. ш. 16°58′ сх. д. / 46.10° пн. ш. 16.96° сх. д.
Делові (хорв. Delovi) — населений пункт у Хорватії, у Копривницько-Крижевецькій жупанії у складі громади Новіград-Подравський.

## Населення
Населення за даними перепису 2011 року становило 250 осіб.
Динаміка чисельності населення поселення: